# Џеј Рамадановски
Џеј Рамадановски (Београд, 29. мај 1964 — Београд, 6. децембар 2020) био је југословенски и српски певач фолк, турбо-фолк и поп-фолк музике.
Каријеру је започео 1987. године. Година 1990-их издао је низ албума, а две деценије касније готово да је престао да снима. У периоду од 1988. до 2003. издао је 13 музичких албума. Након тога је снимао искључиво синглове.
Преминуо је 6. децембра 2020. у Београду, у 56. години живота, због срчаног застоја.

## Биографија
Рођен је у Београду, у вишечланој ромској породици обућара Мазлама и раднице Градског зеленила Барије Рамадановски, као једино мушко дете. Породица Рамадановски води порекло из општине Ресен у Северној Македонији. Ране године живота проводио је у Скендербеговој улици на Дорћолу. Након развода родитеља провео је извесно време живећи с баком по мајци. Након тога, време до пунолетства проводио је по домовима за васпитање деце и омладине због склоности ка малолетничкој делинквенцији. Током боравка у дому изучавао је ауто-лакирерски занат. Након одслужења војног рока добио је посао у Индустрији пољопривредних машина „Змај”, где се није задржао дуго. Вратио се животу улице и ситном криминалу, а почео је и да се аматерски бави музиком.

## Каријера

### 1980-е
Упознавши се с Марином Туцаковић, одлучио се на први озбиљнији корак у бављењу музиком. С песмом Зар ја да ти бришем сузе учествовао је на фестивалу МЕСАМ 1987. године и освојио друго место. Појавио се у филму Хајде да се волимо 2, с Лепом Бреном у главној улози, где је извео песму Слажеш ли се ти.

### 1990-е и 2000-е
Током 1990-их био је популаран у целој бившој Југославији, а нарочито у Србији, Хрватској и Босни и Херцеговини. Док је био на врхунцу популарности правио је турнеје по иностранству (у Немачкој, Шведској, Канади, САД итд.).
Добитник је награде за певача године на фестивалу МЕСАМ 1992. и 1993. године.
На Гранд фестивалу 2008. освојио је друго место с песмом Имати па немати, а две године касније је био трећи с песмом Зрно мудрости.

## Приватни живот
Из брака с бившом супругом Надом има кћери Ану и Марију. Његова старија ћерка Ана удата је за српског поп-фолк певача Адила Максутовића. Џеј је живео у Београду, на Дорћолу. Његов рођак Исо Леро Џамба написао му је текстове за две песме.
Сахрањен је 11. децембра 2020. године у Алеји заслужних грађана на Новом гробљу у Београду.

## Дискографија

### Албуми
- Зар ја да ти бришем сузе (1988)
- Џеј Рамадановски (1988)
- Један, два (1989)
- Ко се с’ нама дружи (1991)
- Благо оном ко рано полуди (1992)
- Рађај синове (1993)
- Са моје тачке гледишта (1995)
- Упалите за мном свеће (1996)
- На ивици пакла (1997)
- Опрости мајко (1998)
- Зато (1999)
- Лудо вино (2001)
- Вози, вози (2003)

### Обраде
- Џеј: баладе (1997)
- Џеј: највећи хитови (2001)

### Фестивали
- 1987. МЕСАМ — Зар ја да ти бришем сузе, трећа награда публике
- 1990. Посело године 202 — Један, два /Зар ја да ти бришем сузе / Слажеш ли се ти
- 1991. Посело године 202 — Недеља / Да сам краљ
- 1992. МЕСАМ — Велика награда МЕСАМ-а, Гран при Златни сабор за певача године
- 1993. МЕСАМ — Велика награда МЕСАМ-а, Гран при Златни сабор за певача године
- 2005. Беовизија — Победила си љубав (дует са Маријаном Мајом Нешић)
- 2008. Гранд фестивал — Имати па немати, друго место
- 2010. Гранд фестивал — Зрно мудрости

## Фестивали
- 1987. МЕСАМ — Зар ја да ти бришем сузе, трећа награда публике
- 1990. Посело године 202 — Један, два /Зар ја да ти бришем сузе / Слажеш ли се ти
- 1991. Посело године 202 — Недеља / Да сам краљ
- 1992. МЕСАМ — Велика награда МЕСАМ-а, Гран при Златни сабор за певача године
- 1993. МЕСАМ — Велика награда МЕСАМ-а, Гран при Златни сабор за певача године
- 2005. Беовизија — Победила си љубав (дует са Маријаном Мајом Нешић)
- 2008. Гранд фестивал — Имати па немати, друго место
- 2010. Гранд фестивал — Зрно мудрости

## Филмографија
- Хајде да се волимо 2 (1989)
- Жеља звана трамвај (1994)
- Викенд са ћалетом (2020)